# Bosnisch-herzegowinische Eishockeynationalmannschaft
Die bosnisch-herzegowinische Eishockeynationalmannschaft ist die Auswahlmannschaft des bosnisch-herzegowinischen Eishockeyverbandes. Sie wird nach der Weltmeisterschaft 2022 in der IIHF-Weltrangliste auf dem 50. Platz geführt.

## Geschichte
Der bosnisch-herzegowinische Eishockeyverband ist seit dem 10. Mai 2001 Mitglied des Eishockeyweltverbandes IIHF. Ihr Präsident ist Haris Muhić. Nach Angaben der IIHF sind in Bosnien-Herzegowina insgesamt 260 Eishockeyspieler spielberechtigt. Davon sind 80 Männer und 180 Junioren. Für die Austragung von Eishockeyligaspielen der Bosnisch-herzegowinischen Eishockeyliga steht eine Eishockeyhalle und drei Eishockeyspielflächen ohne Überdachung zur Verfügung. Die Ligaspiele werden durch sieben Eishockeyschiedsrichter geleitet.
Im Februar 2008 nahm Bosnien-Herzegowina erstmals an einem offiziellen Turnier der IIHF teil. Im Qualifikationsturnier zur Division III der Weltmeisterschaft im heimischen Sarajevo verlor die Mannschaft die zwei Spiele gegen Griechenland mit 1:10 und gegen Armenien mit 1:18. Auf Grund der späteren Disqualifikation Armeniens und die Wertung des Spieles mit 5:0 für Bosnien-Herzegowina rückte man auf Platz 2 des Turniers und damit auf Platz 47 der IIHF-Weltrangliste vor.
Im Februar 2014 bestritt Bosnien-Herzegowina zwei Freundschaftsspiele gegen die Türkei und konnte im zweiten Spiel den ersten Sieg überhaupt feiern.
Bei der Weltmeisterschaft 2015 startete Bosnien-Herzegowina in Division III. Wieder verlor man alle sechs Spiele mit einer Gesamttordifferenz von 3:46. Ein Jahr später konnte bei der Weltmeisterschaft 2016 mit einem 5:4 gegen Hongkong der erste Sieg auf internationaler Ebene und damit Platz fünf der Division III erreicht werden.

## Ergebnisse bei Weltmeisterschaften
- 2008 – 2. Platz, Qualifikation zur Division III
- 2009–2014 – nicht teilgenommen
- 2015 – 6. Platz, Division III
- 2016 – 4. Platz, Division III
- 2017 – 8. Platz, Division III (kurzfristiger Teilnahmeverzicht)
- 2018 – 2. Platz, Qualifikation zur Division III
- 2019 – 4. Platz, Qualifikation zur Division III
- 2020–2021 – keine Austragung
- 2022 – 3. Platz, Division IIIB
- 2023 – 2. Platz, Division IIIB
- 2024 – 1. Platz, Division IIIB (Aufstieg in die Division IIIA)
- 2025 – 5. Platz, Division IIIA